# Simfonia nr. 4 (Șostakovici)
Dmitri Șostakovici a compus Simfonia nr. 4 în Do minor, Op. 43, între septembrie 1935 și mai 1936 după ce a abandonat câteva schițe preliminare. În ianuarie 1936, când simfonia era pe jumătate gata, Pravda - sub ordinele directe ale lui Iosif Stalin - a publicat un editorial intitulat "Talmeș-Balmeș în loc de muzică" care îl denunța pe compozitor și care a țintit opera Doamna Macbeth din Districtul Mțensk. În ciuda acestui atac și al climatului politic opresiv de la vremea respectivă Șostakovici a finalizat simfonia și a programat premiera în decembrie 1936 în Leningrad. La un moment dat în timpul repetițiilor s-a răzgândit și a retras lucrarea. A avut premiera abia pe 30 decembrie 1961 în interpretarea Orchestrei Filarmonice din Moscova sub bagheta lui Kirill Kondrașin.

## Structură
Simfonia este structurată în trei părți și are o durată de aproximativ o oră:
1. Allegretto, poco moderato - Presto
2. Moderato, con moto
3. Largo - Allegro

## Orchestrație
Șostakovici utilizează o orchestră imensă pentru această lucrare, necesitând peste 100 de muzicieni. Aceasta, combinată cu cerințele tehnice și emoționale extreme din partea interpreților, face ca Simfonia nr. 4 să fie printre cele mai rar interpretate simfonii ale sale.
Instrumente de suflat din lemn
- 2 piculine
- 4 flauturi
- 4 oboaie (al patrulea dublează cornul englez)
- Clarinet în Mi bemol
- 4 clarinete
- Clarinet bas
- 3 fagoți
- Contrafagot

Instrumente de suflat din alamă
- 8 corni
- 4 trompete
- 3 tromboni
- 2 tube

Percuție
- 6 timpane (necesită doi interpreți)
- Tobă mare
- Tobă mică
- Talgere (atât lovite cât și suspendate)
- Trianglu
- Bloc de lemn
- Castaniete
- Gong
- Xilofon
- Glockenspiel

Claviaturi
- Celestă

Coarde
- 2 harpe
- 16-20 viori I
- 14-18 viori II
- 12-16 viole
- 12-16 violoncele
- 10-14 contrabasuri

## Compoziție
Șostakovici a început să lucreze la Simfonia nr. 4 în septembrie 1935. Precedentele sale două simfonii, finalizate în 1927 și 1929, au fost lucrări patriotice cu final coral dar noua lucrare era diferită. Spre sfârșitul anului 1935 a spus într-un interviu "Nu îmi este teamă de dificultăți. Este probabil mai ușor, și cu siguranță mai sigur, să urmezi o cale bătută, dar este și plictisitor, neinteresant și inutil".
Șostakovici a abandonat schițele acestei simfonii cu câteva luni înainte și a reluat lucrul de la zero. Pe 28 ianuarie 1936, când simfonia era pe jumătate gata, Pravda a publicat un editorial nesemnat intitulat "Haos în loc de muzică" care a condamnat în termeni duri opera sa Doamna Macbeth din Districtul Mțensk care se bucura de succes internațional. Faptul că editorialul era nesemnat indica faptul că reprezenta poziția oficială a Partidului. Au circulat zvonuri conform cărora Stalin a ordonat direct acest atac după ce a participat la o interpretare a operei și a plecat furios după primul act.
Pravda a publicat încă două articole asemănătoare în următoarele două săptămâni și jumătate. Pe 3 februarie a apărut articolul "Balet fals" care ataca baletul Pârâul limpede și "Limbaj clar și simplu în artă" apărut pe 13 februarie. Deși ultimul articol a fost practic un editorial care îl cataloga pe Șostakovici drept un "formalist", a apărut în secțiunea de recenzii. Stalin, sub acoperirea Comitetului Central, l-ar fi atacat pe Șostakovici deoarece muzica și subiectul operei Doamna Macbeth l-au înfuriat. Opera se afla în contradicție cu direcția socială și culturală pe care Stalin o urmărea la vremea respectivă și condamna recunoașterea de care se bucura Șostakovici în Uniunea Sovietică și în Occident.
În ciuda acestor critici Șostakovici a continuat să lucreze la simfonie - deși simultan a refuzat să permită o interpretare de concert a ultimului act din Doamna Macbeth. I-a explicat unui prieten "Bineînțeles că audiența va aplauda - este considerat bon ton să fi în opoziție, și apoi va fi un alt articol cu titlu gen 'Formalist incorigibil'". A anunțat că noua simfonie va fi "crezul" său. La puțin timp după aceea prietenul său muzicolog Ivan Sollertinski a declarat la întâlnirea Uniunii Compozitorilor că Simfonia nr. 4 îl va absolvi pe compozitor și că va fi "Eroica lui Șostakovici".
După ce a finalizat lucrarea Șostakovici era aparent incert cu privire la ce să facă. Noua sa simfonie nu imita stilul realist socialist al lui Nikolai Miaskovski din Simfonia nr. 16, Aviatorii sau simfonia-cântec Eroii din Perekop a lui Vissarion Șebalin și nu conținea nimic pentru reconciliere deoarece a fost gândită înainte de atacurile din Pravda. Faptul că a arătat noua simfonie prietenilor săi nu a ajutat. Odată întrebat, fricos, cum credea Șostakovici că va fi reacția din Pravda - cu alte cuvinte, cum va fi reacția lui Stalin, Șostakovici s-a ridicat de la pian și a răspuns ascuțit "Nu compun pentru Pravda, ci pentru mine însumi".
În ciuda atmosferei politice tot mai opresive, Șostakovici a continuat să planifice premiera simfoniei, programată pe 11 decembrie 1936 în interpretarea Orchestrei Filarmonice din Leningrad sub bagheta directorului muzical al orchestrei, Fritz Stiedry, un muzician vienez activ în Uniunea Sovietică din 1933. Compozitorul a interpretat și la pian simfonia lui Otto Klemperer care a fost entuziasmat și a planificat să ofere prima interpretare a simfoniei în afara Uniunii Sovietice.

## Retragerea
După câteva repetiții care au lasăt fără entuziasm atât orchestra cât și dirijorul, Șostakovici s-a întâlnit cu câțiva oficiali de la Uniunea Compozitorilor și Partidul Comunist împreună cu I.M. Renzin, directorul filarmonicii, în biroul acestuia din urmă. A fost informat că premiera de pe 11 decembrie va fi anulată și că se așteaptă să facă un anunț și să dea o explicație. Participarea directă a compozitorului este necunoscută dar ziarul Arta sovietică (Sovetskoe iskusstvo) a publicat un anunț conform căruia Șostakovici a cerut ca premiera simfoniei să fie anulată "pe motiv că nu corespunde deloc cu convingerile sale creative actuale și reprezintă pentru el o fază creativă demult depășită", că suferă de "grandiomanie" și că are intenția să o revizuiască.
Decenii mai târziu Isaak Glikman, care a fost secretarul personal al lui Șostakovici în anii 1930 și un prieten apropiat, a declarat altceva. Acesta a declarat că oficialii partidului au exercitat presiune asupra lui Renzin să anuleze premiera iar Renzin, nedorind să își asume responsabilitatea, l-a convins pe Șostakovici să retragă el însuși simfonia.

## Premiera
Manuscrisul Simfoniei nr. 4 a fost pierdut în tipul celui de-al Doilea Război Mondial. Utilizând părțile orchestrale care au rămas de la repetițiile din 1936 Șostakovici a publicat o ediție limitată pentru pian la patru mâini a simfoniei în 1946. Șostakovici a început să se gândească la premiera simfoniei abia după moartea lui Stalin în 1953 când s-a schimbat climatul cultural în Uniunea Sovietică. Nu a revizuit deloc lucrarea. Kirill Kondrașin a dirijat premiera versiunii orchestrale pe 30 decembrie 1961 cu Orchestra Filarmonică din Moscova. Prima interpretare în afara Uniunii Sovietice a avut loc la Festivalul de la Edinburgh cu Orchestra Philharmonia dirijată de Gennadi Rojdestvenski.
Criticii sovietici au fost entuziasmați să descopere veriga lipsă din lanțul creativ al lui Șostakovici. În general au plasat Simfonia nr. 4 în context cronologic ferm și au explorat semnificația sa ca un punct de oprire pe drumul spre Simfonia nr. 5 mult mai convențională. Criticii din Occident au analizat mai aspru simfonia, mai ales că a avut premiera în aceeași seară cu Simfonia nr. 12 în Edinburgh. Succesul critic al Simfoniei nr. 4 juxtapus cu disprețul adresat Simfoniei nr. 12 a dus la speculația că puterea creativă a lui Șostakovici a început să apună.

## Influența lui Mahler
Simfonia a fost puternic influnețată de Gustav Mahler a cărui muzică a fost atent studiată de Șostakovici sub Ivan Sollertinski în cei zece ani de dinaintea Simfoniei nr. 4. Durata, dimensiunea orchestrei, stilul și gama de orchestrație, utilizarea repetată a materialului melodic "banal" juxtapus cu material mai "intelectual", toate provin de la Mahler.
În afară de întreaga parte a doua, una dintre cele mai Mahleriene momente apare la debutului celei de-a treia părți - un marș funebru ce amintește de simfoniile compozitorului austriac.